# 塩化ベンゾイル
塩化ベンゾイル（、英語: benzoyl chloride）とは、有機化合物の一種で、安息香酸から誘導されるカルボン酸塩化物。合成中間体として利用される無色の液体で、独特の強い刺激臭を持つ。
塩化ベンゾイルは、安息香酸を塩化チオニル、五塩化リン、ホスゲンなどで塩素化すると得られる。ベンズアルデヒドと塩素の作用で得ることもできる。
塩化ベンゾイルは求電子的なベンゾイル化剤としての反応性を示す。塩基の存在下にアミンと反応してベンズアミド誘導体を、アルコールと反応して安息香酸のエステルを与える（参考: ショッテン・バウマン反応）。そこから、アミノ基やヒドロキシ基をベンゾイル基で保護する際に用いられる。水とは徐々に反応して安息香酸と塩化水素とに分解される。
ルイス酸触媒により、フリーデル・クラフツ反応の基質として芳香族化合物と反応する。過酸化ナトリウムとの反応で過酸化ベンゾイルとなる。

## 関連化合物
- 無水安息香酸